# Blade Symphony
Blade Symphony est un jeu vidéo d'action développé et édité par Puny Human, sorti en 2014 sur Windows.

## Système de jeu

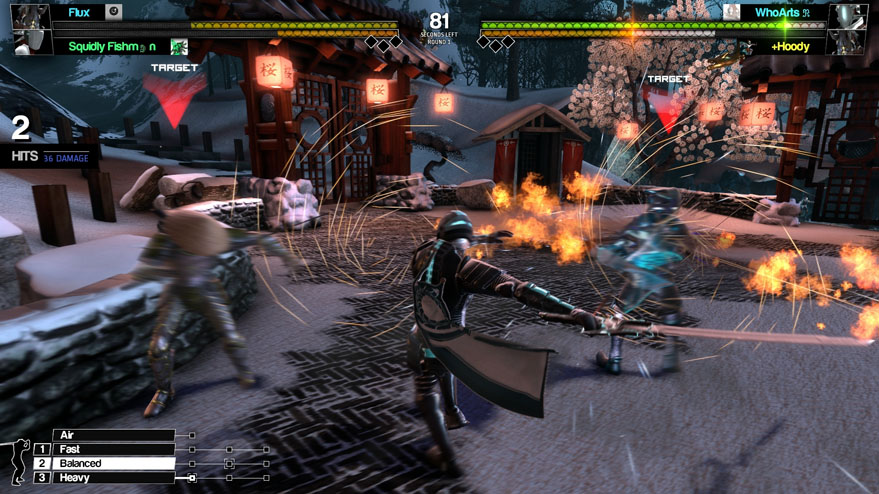
Capture d'écran

## Accueil
- Canard PC : 4/10[1]